# Iglesia de San Jacobo (Jamestown)

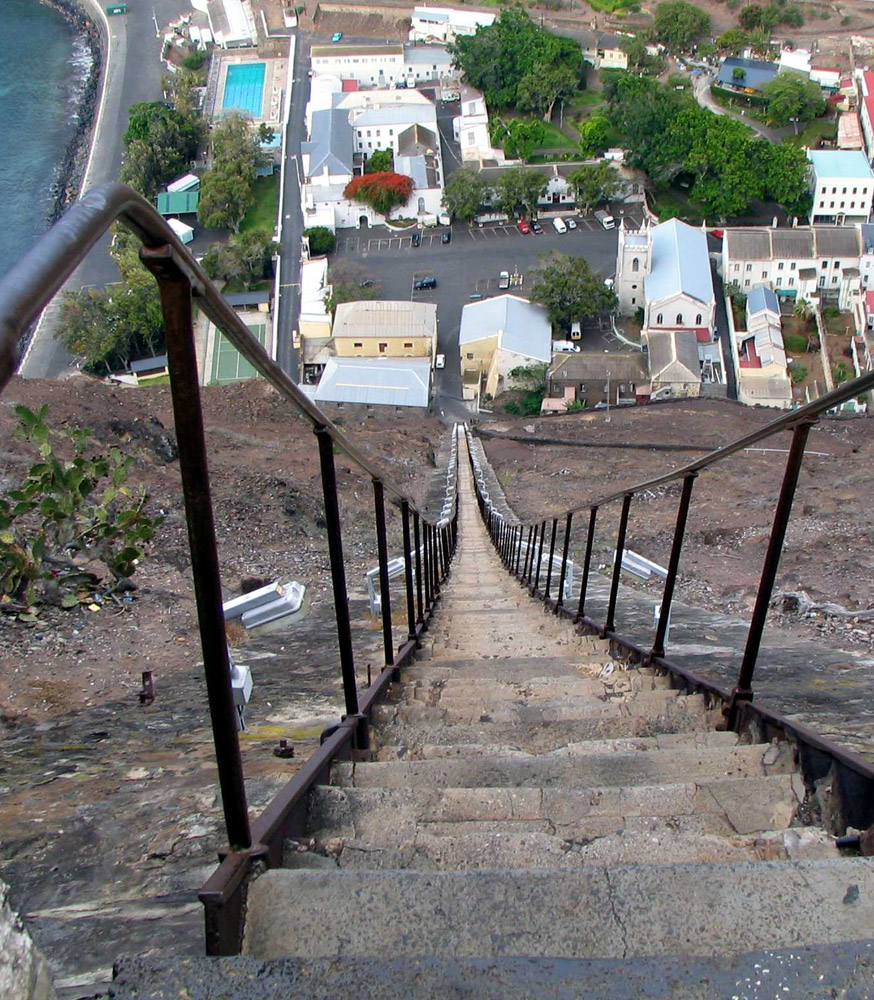
Vista hacia abajo del Jacob's Ladder hacia la parte histórica de Jamestown, con la iglesia en la derecha

La iglesia de San Jacobo (en inglés: Saint James Church) es una iglesia en la isla Santa Elena que forma parte de la diócesis de Santa Elena. Está situado en la capital Jamestown y es la iglesia anglicana más antigua en el hemisferio sur. El edificio actual se construyó en 1774.

## Historia
Oliver Cromwell otorgó una nueva carta a la Compañía Británica de las Indias Orientales en 1657, que dio a la empresa el derecho a fortificar y colonizar cualquiera de sus establecimientos. Debido a la importancia estratégica de Santa Elena como una fortaleza y punto de parada en la ruta entre Gran Bretaña y la India, la empresa reclamó la isla el 5 de mayo de 1659. La construcción de la fortaleza se inició de inmediato y un poco después surgió la ciudad en un valle con una capilla que posteriormente fue nombrado Jamestown, por James, duque de York, quien fuera posteriormente el rey Jacobo II de Inglaterra. El valle fue llamado "Valle de la Capilla", después de que esta fuese un edificio prominente visto desde la bahía James.
En 1671, la compañía envió la primera de una larga secuencia de capellanes de la Iglesia de Inglaterra. La modesta iglesia primitiva fue reemplazada por una un poco más grande en 1674, pero fue solo más tarde cuando recibió su nombre actual. En 1774 la primera iglesia parroquial en Jamestown mostró signos de decadencia, y así, finalmente, un nuevo edificio fue erigido. Convirtiéndose en la iglesia anglicana más antigua al sur del ecuador.
Algunas modificaciones fueron hechas en 1843 y 1869. La iglesia tenía una aguja, pero esta fue derribada en 1980 por razones de seguridad.
Está situado en el centro histórico de Jamestown, cerca de la costa y El Castillo y es una de los muchas edificaciones históricas catalogadas en la isla.

## Galería

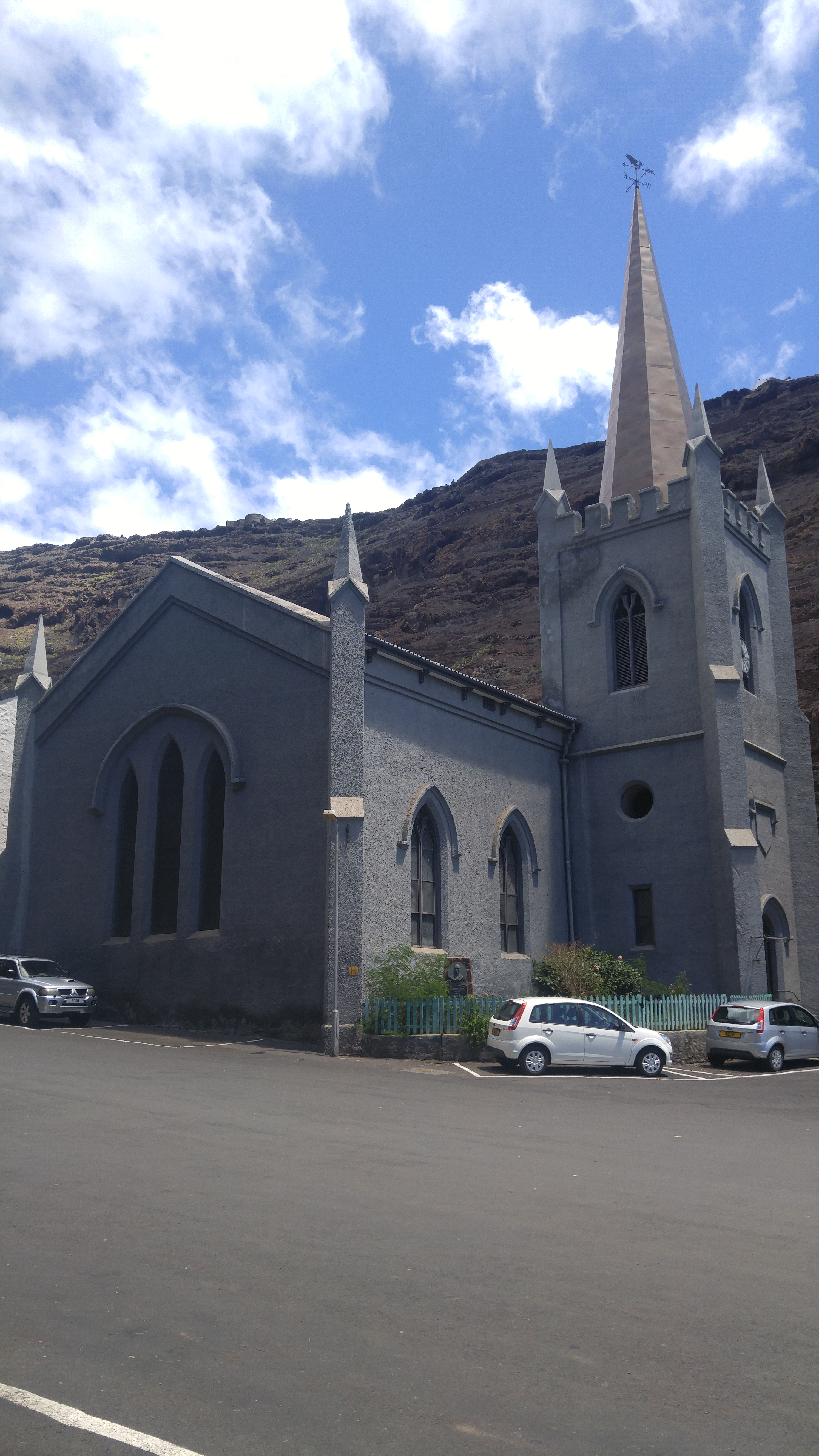
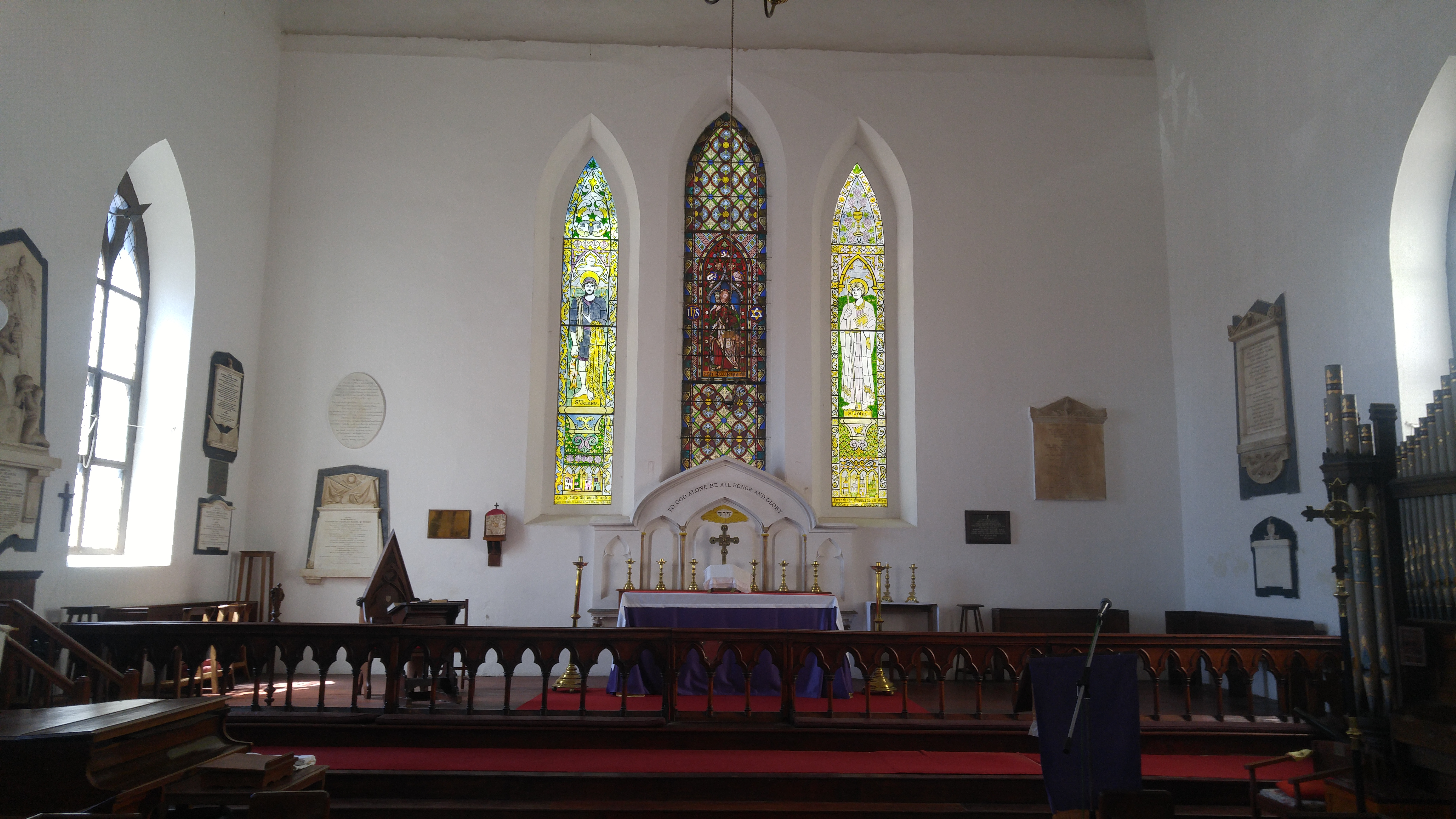
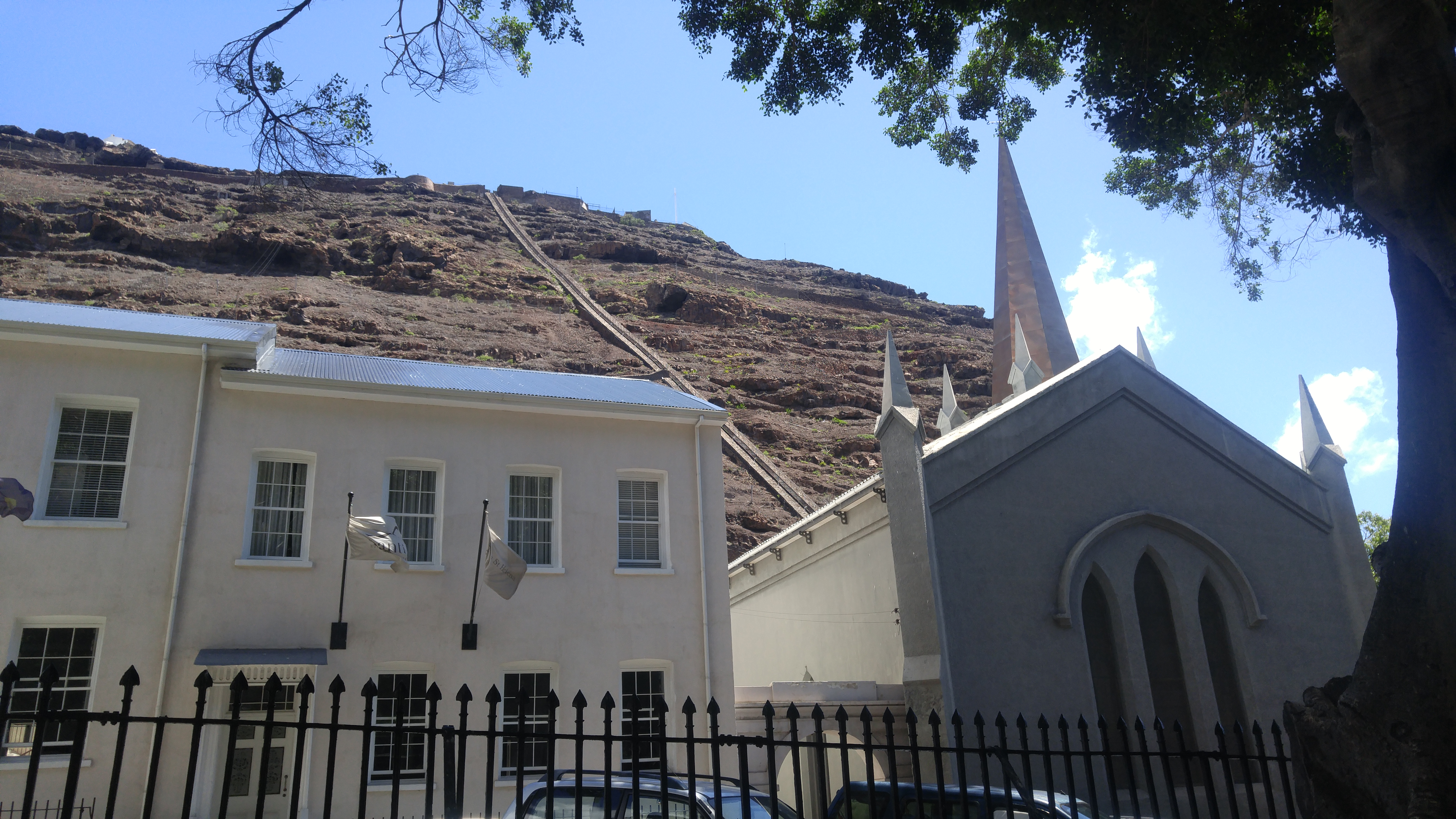
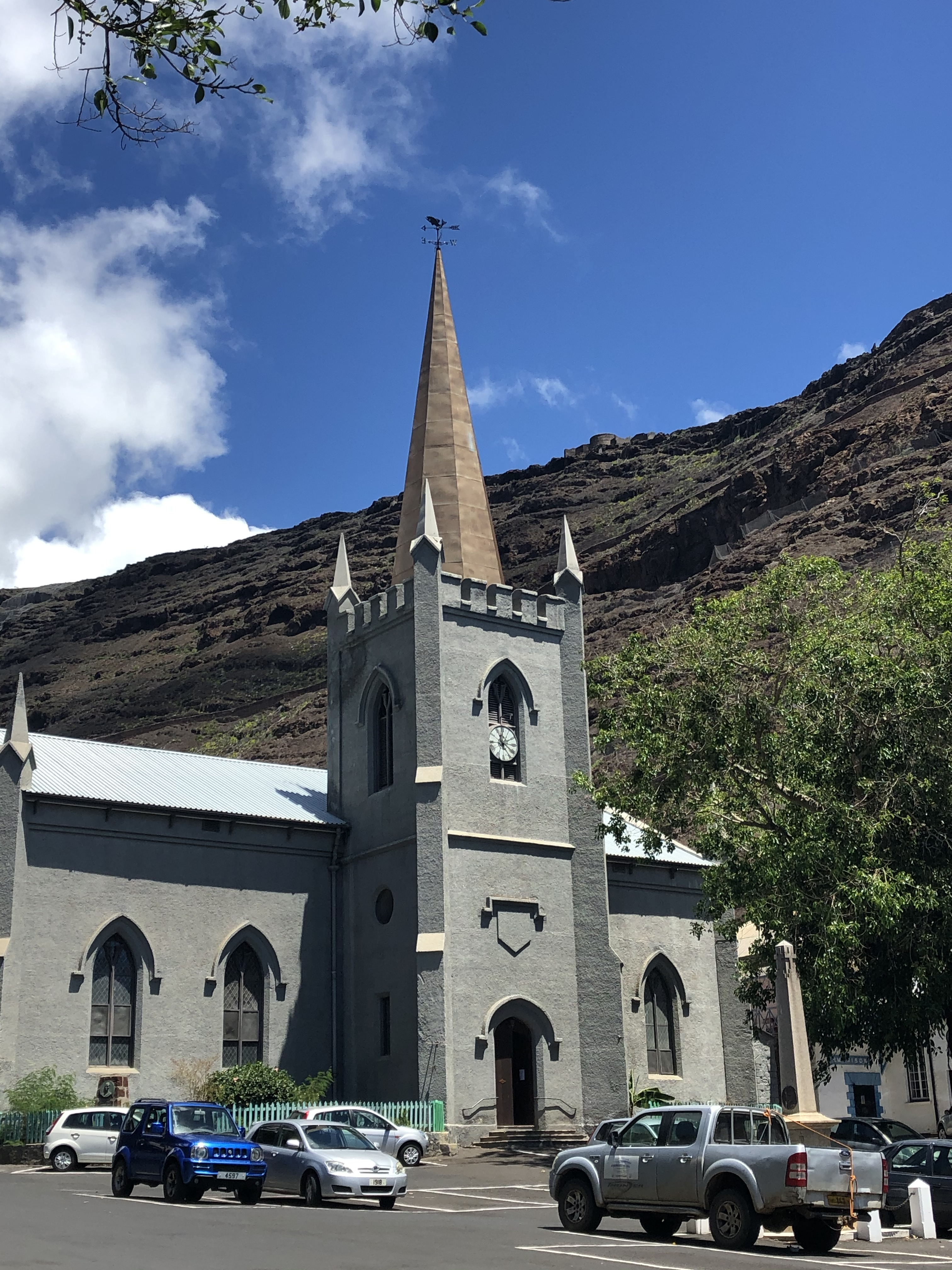
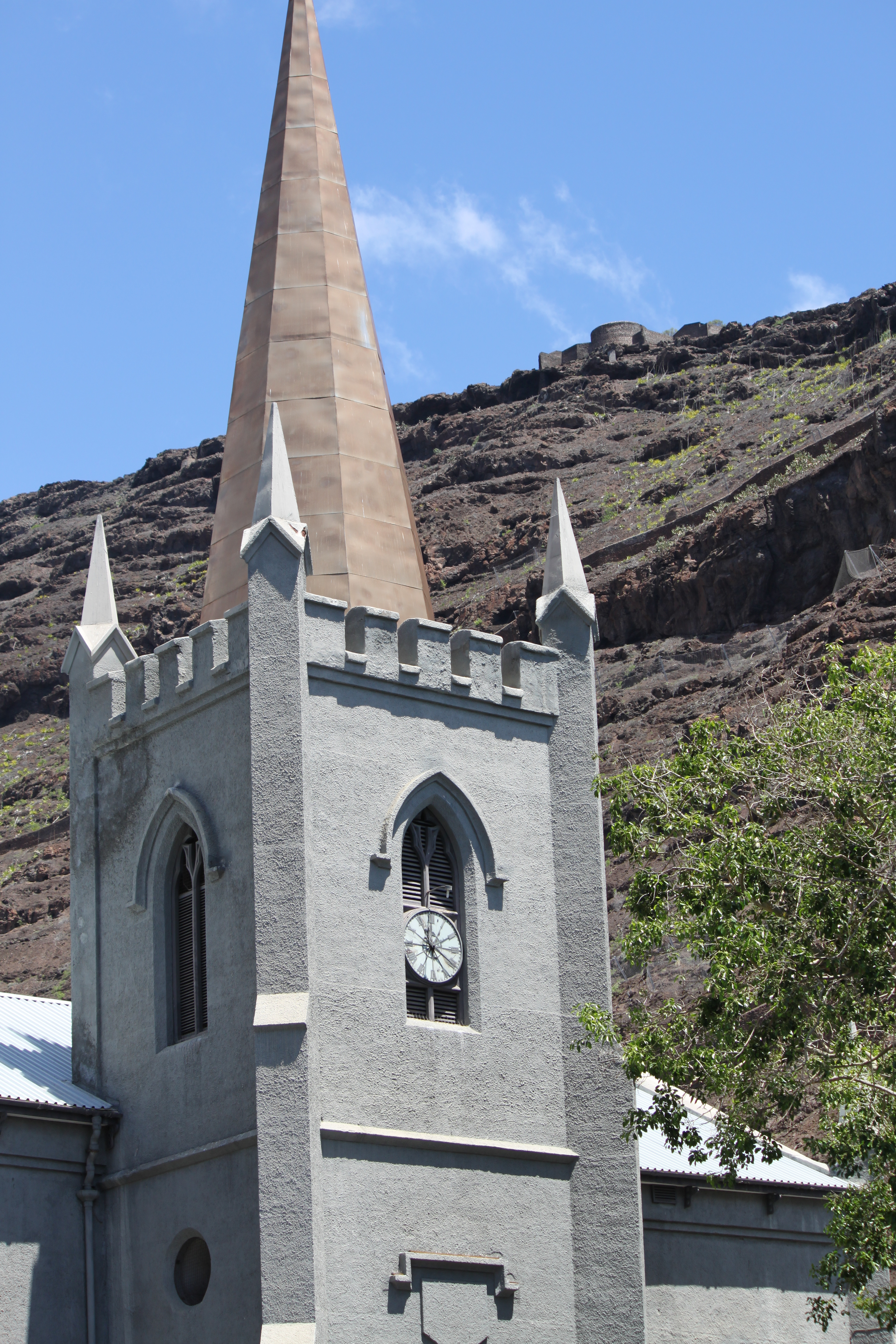

## Parroquia
La parroquia de Sant James (una de las tres parroquias de la isla) se compone de la Iglesia de San Jacobo y tres iglesias hijas:
- San Juan, en Jamestown
- Santa María, en Briars
- San Miguel, en el Valle de Rupert